# Iran-Contra-affaire

President Ronald Reagan

De Iran-Contra-affaire of Irangate was een politiek schandaal in de Verenigde Staten dat onthuld werd in 1986. De affaire bestond uit de illegale financiering van de Contra's uit de inkomsten van geheime wapenleveringen aan Iran. De Contra's waren de tegenstanders van de linksnationalistische sandinisten in Nicaragua.

## Ontstaan en verloop
De affaire begon als een operatie om de relatie te verbeteren tussen de Verenigde Staten en Iran, waarbij Israël de rol kreeg toebedacht om wapens te leveren aan een gematigde, politiek invloedrijke groep Iraniërs. De VS zou de wapens die Israël verscheepte weer aanvullen en door Iran worden betaald. De groep gematigde Iraniërs beloofde alles in het werk te stellen om de vrijlating te regelen van zeven Amerikaanse gijzelaars die werden vastgehouden door de Libanese islamistische groep Hezbollah.
Het plan ontwikkelde zich tot een overeenkomst waarbij de Amerikanen wapens verkochten aan Iran in ruil voor de vrijlating van gijzelaars. Tegen het eind van 1985 werd er nog een element aan het plan toegevoegd door Oliver North, een lid van de Amerikaanse National Security Council (NSC). Hij regelde dat een deel van de winst verkregen uit de wapenhandel werd aangewend voor financiering van Contra-rebellen in Nicaragua. Het Amerikaanse Congres had geweigerd financiering van contra's goed te keuren.
Nadat de wapenverkopen en de financiering van de contra's in november 1986 werden onthuld, verscheen Ronald Reagan op de nationale televisie en verklaarde dat de wapentransacties inderdaad hadden plaatsgevonden, maar dat de VS geen wapens verhandelde in ruil voor gijzelaars.
Het schandaal verhevigde toen een groot aantal documenten die betrekking hadden op de wapenhandel door Reagans ambtenaren vernietigd werden of onttrokken werden aan de gestarte onderzoeken. Op 4 maart 1987 sprak Reagan op de televisie het publiek nogmaals toe, waarbij hij volledige verantwoordelijkheid op zich nam, ook voor de handelingen waarvan hij niet op de hoogte was geweest. Hij gaf toe dat wat begon als een strategische opening naar Iran, tijdens de implementatie afgleed in het ruilen van wapens voor gijzelaars.
Er volgden vele onderzoeken, inclusief een onderzoek door het Congres en de driehoofdige commissie die Reagan had aangesteld, de Commissie-Tower. Geen van de onderzoeken bracht bewijzen aan het licht waaruit leek dat Reagan op de hoogte was geweest van de reikwijdte van de wapenprogramma's. Uiteindelijk werden veertien ambtenaren aangeklaagd en elf veroordeeld, inclusief de toenmalige minister van Defensie van de VS, Caspar Weinberger. Allen kregen gratie onder de volgende president, George H.W. Bush, die vicepresident was ten tijde van de affaire.

## De affaire
De affaire bestond uit twee onderdelen: de wapenverkopen aan Iran en de financiering van de anti-sandinistische contra's in Nicaragua. De directe steun aan de Nicaraguaanse rebellen was illegaal ten gevolge van het ingestelde Boland Amendement. De affaire kwam aan het licht toen een Libanees dagblad meldde dat de VS wapens aan Iran had verkocht via Israël in ruil voor de vrijlating van gijzelaars door Hezbollah. Brieven die Oliver North heeft gestuurd aan John Poindexter ondersteunen deze bewering. De Israëlische ambassadeur in de VS stelde dat de reden waarom de wapens direct aan Iran waren verkocht, in de wens lag om een relatie aan te knopen met elementen uit het Iraanse leger.
De contra's financierden zichzelf niet alleen door de wapenverkopen, maar ook door drugshandel.

## Geschiedenis

### Gijzelingsacties

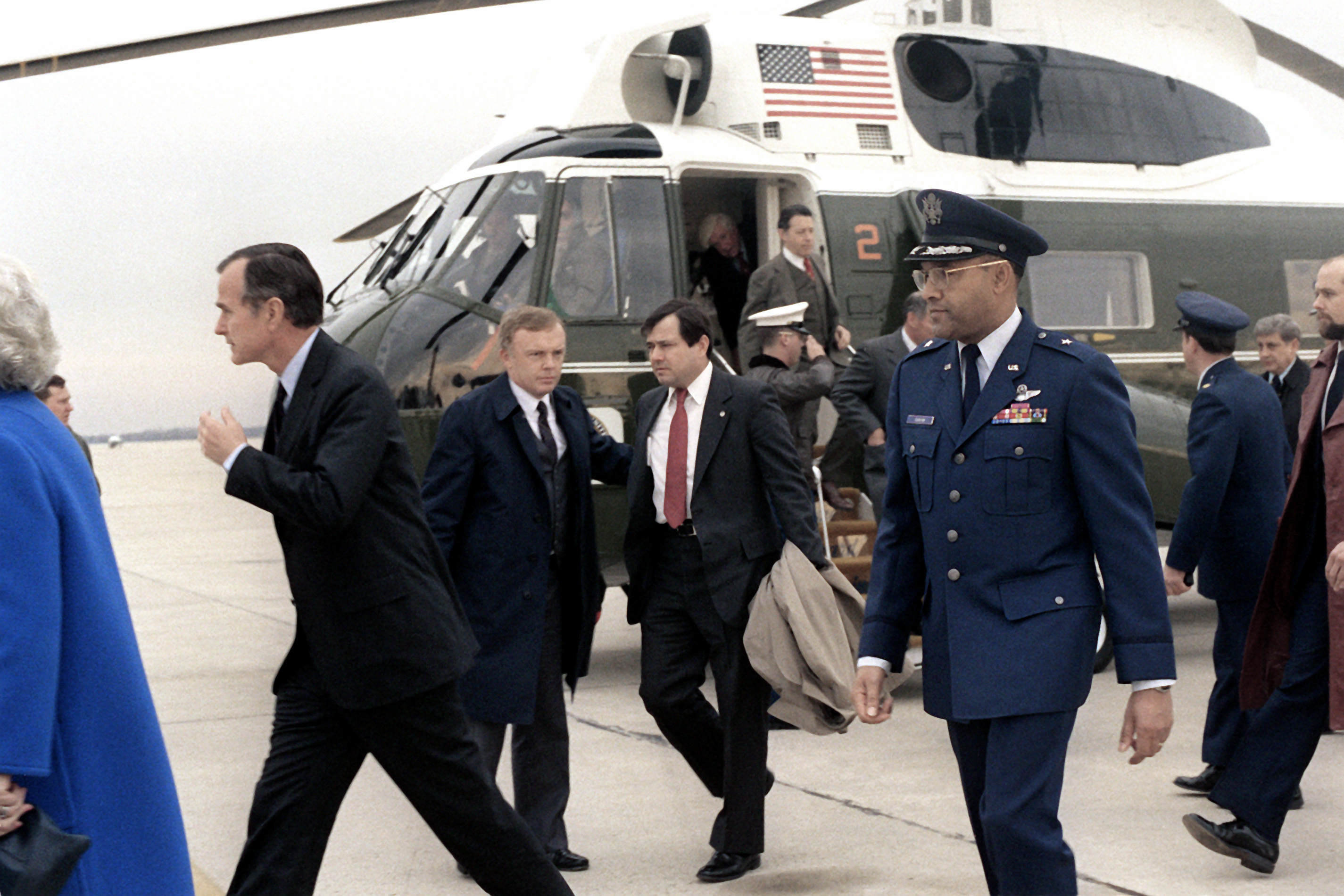
Vicepresident George H.W. Bush en andere vips verwelkomen de gijzelaars bij terugkeer uit Iran

Eind jaren 1970 en tijdens de jaren 1980 werd het Midden-Oosten vaak geconfronteerd met gijzelingen door vijandige organisaties. In 1979 gijzelden Iraanse studenten 52 werknemers van de Amerikaanse ambassade in Iran. Dit was het begin van de 444 dagen durende Iraanse gijzelingscrisis. Op 20 januari 1981, de dag dat Ronald Reagan president werd, werden de gijzelaars vrijgelaten onder de Algiers-akkoorden. Hiermee kwamen de gijzelingen in het Midden-Oosten niet ten einde. In 1983 werden leden van Al-Dawa, een verbannen Iraakse politieke partij die zich had ontwikkeld tot een militante organisatie, gevangengezet. De gevangenisstraf werd opgelegd wegens hun rol in een serie aanslagen op een vrachtwagen in Koeweit. In de periode tussen 1982 en 1992 gijzelde Hezbollah, bondgenoot van Al-Dawa, onder andere als antwoord op hun gevangenneming in totaal 92 westerlingen, van wie een groot deel Amerikaans. Dit zou bekend komen te staan als de Libanese gijzelaarskwestie.

### Wapentransacties
Michael Ledeen, adviseur van de Amerikaanse nationaal veiligheidsadviseur Robert McFarlane, vroeg assistentie van de premier van Israël, minister Shimon Peres, bij de verkoop van wapens aan Iran.
Iran was toentertijd verwikkeld in de Irak-Iranoorlog en kon weinig Westerse naties vinden die wapens wilden leveren aan het land. Het idee achter het plan was dat Israël via een tussenpersoon, namelijk Mucher Ghorbanifar, wapens zou leveren aan een gematigde, politiek invloedrijke Iraanse groep, tegenstanders van ayatollah Khomeini. Na de transactie zouden de VS aan Israël dezelfde wapens leveren tegen ontvangst van monetaire gunsten. De Israëlische regering verlangde dat de verkoop van wapens goedkeuring zou dragen van de top binnen de Amerikaanse regering. Toen Robert McFarlane de Israëli ervan overtuigde dat de Amerikaanse regering de verkoop goedkeurde, ging Israël inderdaad over tot de verkoop van de wapens.
In 1985 werd president Reagan opgenomen in het Bethesda Naval Hospital voor een operatie in verband met slokdarmkanker. Terwijl de president in het ziekenhuis herstellende was, ontmoette McFarlane hem. Hij vertelde Reagan dat vertegenwoordigers van Israël contact hadden opgenomen met de NSC om vertrouwelijke informatie door te geven van een groep gematigde, politiek invloedrijke Iraniërs, die een oppositie vormden tegen de ayatollah. Deze Iraniërs probeerden in stilte een relatie op te bouwen met de VS, voor ze formele banden zouden aanknopen na de dood van de ayatollah.:504 McFarlane vertelde Reagan dat de Iraniërs om hun serieuze bedoelingen aan te tonen, hadden aangeboden Hezbollah ertoe over te halen zeven Amerikaanse gijzelaars vrij te laten.:505 Reagan gaf McFarlane toestemming de Israëlische bemiddelaars te ontmoeten, omdat hij geloofde dat het aanknopen van betrekkingen met dit strategisch gelegen land een gunstige strategie was om te voorkomen dat de Sovjet-Unie hetzelfde zou doen.
Na de Israëlisch-Amerikaanse ontmoeting vroeg Israël toestemming aan de VS om een klein aantal TOW-antitankraketten te verkopen aan de gematigde Iraniërs, daarbij aangevend dat het een blijk zou zijn van het bestaan van connecties met de Amerikaanse regering op hoog niveau.:505 Aanvankelijk wees Reagan het plan af, tot Israël de VS informatie stuurde waaruit bleek dat de gematigde Iraniërs gekant waren tegen terrorisme en dit hadden bestreden.:506 Nu Reagan een reden had de gematigden te vertrouwen, keurde hij de transactie goed. In zijn autobiografie An American Life uit 1990 schreef Reagan dat hij zich sterk betrokken voelde bij pogingen om de vrijlating van de gijzelaars te realiseren. Deze betrokkenheid motiveerde zijn steun aan de wapeninitiatieven. De president verzocht de gematigde Iraniërs alles te doen wat in hun mogelijkheid lag om de gijzelaars vrij te krijgen.

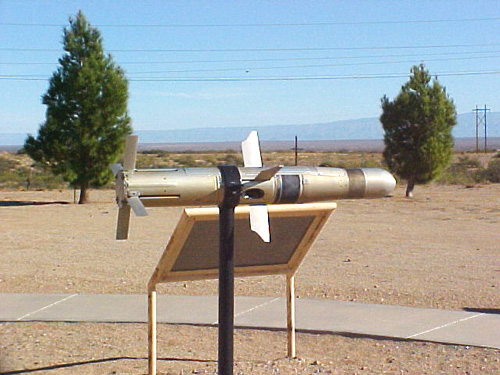
Een BGM-71 TOW, een geleide antitankraket

Volgens de New York Times, leverden de Verenigde Staten de volgende wapens aan Iran:
- 20 augustus 1985. 96 TOW-antitankraketten
- 14 september 1985. 408 TOW's
- 24 november 1985. 18 Hawk-luchtdoelraketten
- 17 februari 1986. 500 TOW's
- 27 februari 1986. 500 TOW's
- 24 mei 1986. 508 TOW's, 240 Hawk-reserveonderdelen
- 4 augustus 1986. Hawk-reserveonderdelen
- 28 oktober 1986. 500 TOW's

### De eerste wapenverkoop
In juli 1985 zond Israël BGM-71 TOW-antitankraketten van Amerikaanse makelij naar Iran via een wapenhandelaar genaamd Manucher Ghorbanifar, een vriend van de premier van Iran. Uren na ontvangst van de wapens werd een van de gijzelaars, dominee Benjamin Weir, vrijgelaten.

### De crash van de Arrow Air Flight 1285
Na een mislukte levering van Hawk-raketten en een mislukte ontmoeting in Londen tussen McFarlane en Manucher Ghorbanifar, stortte op 12 december in Newfoundland een vliegtuig neer: de Arrow Air-vlucht 1285. Het toestel had meer dan 250 Amerikaanse soldaten aan boord. Op de dag van de vliegramp claimde de Islamistische Jihad Organisatie de aanslag. Het toestel verongelukte op de vierde verjaardag van een andere aanslag die op het conto stond van de Islamistische Jihad: het bijna gelijktijdige bombardement op zes doelen in Koeweit, waaronder de Franse en Amerikaanse ambassades.
Leden van Hezbollah hadden aan deze aanslagen meegewerkt en waren er voor gevangengezet, maar het grootste deel van de samenzweerders waren leden van Al-Dawa. Het ongeluk werd onderzocht door de Canadian Aviation Safety Board (CASB) die wees op technische problemen, onder andere ijsafzetting. Maar in een artikel uit 2007 wordt bewijsmateriaal aangedragen voor de medeplichtigheid van Iran.

### Wijziging in plannen

Reagan ontmoet (van links naar rechts) minister van Defensie Caspar Weinberger, minister van Buitenlandse Zaken George Shultz, procureur-generaal Ed Meese en stafchef Donald Regan

Robert McFarlane nam ontslag op 5 december 1985, waarbij hij als reden opgaf dat hij meer tijd wilde doorbrengen met zijn gezin; hij werd vervangen door admiraal John Poindexter.:509 Twee dagen later ontmoette Reagan zijn adviseurs in het Witte Huis, waar een nieuw plan werd geïntroduceerd. Dit plan voorzag in een kleine verandering in de wapentransacties: in plaats van wapenleveranties aan de gematigde Iraanse groep, zouden ze naar een groep gematigde Iraanse regeringsleiders gaan.:510 Terwijl de wapens door Israël zouden worden overgevlogen, zou Hezbollah de gijzelaars vrijlaten. Israël zou de VS betalen voor de vervanging van de wapens.:512 De teruggetreden nationaal veiligheidsadviseur McFarlane vloog naar Londen om een ontmoeting te hebben met de Israëli's en Ghorbanifar. Hij wilde proberen de Iraniër ervan te overtuigen de gijzelaars vrij te laten voorafgaand aan de wapentransacties, maar Ghorbanifer verwierp het voorstel.:510
Hoewel minister van Buitenlandse Zaken George Shultz en minister van Defensie Caspar Weinberger zich hevig verzetten tegen de plannen, stemde Reagan ermee in, met als argument: "We hebben geen wapens geruild voor gijzelaars, noch hebben we met terroristen onderhandeld."
Op de dag dat McFarlane aftrad, kwam Oliver North, een militair medewerker van de NSC, met een nieuw plan voor de verkoop van wapens aan Iran, dat twee aanpassingen bevatte. In plaats van wapens te verkopen via Israël, zou het een directe verkoop worden. Bovendien zou een deel van de inkomsten gaan naar de Contra's of andere Nicaraguaanse guerrillastrijders die het communisme bestreden, waarbij ook de vraagprijs voor de wapens zou worden verhoogd. North stelde een verhoging voor van 15 miljoen dollar, terwijl de gecontracteerde wapenmakelaar Ghorbanifar een opslag van 41% toevoegde. Andere leden van de NSC waren voor het plan van North. Met ruime steun autoriseerde Poindexter het voorstel, zonder echter president Reagan hiervan op de hoogte te stellen. Het plan trad vervolgens in werking.
In eerste instantie weigerden de Iraniërs de wapens tegen de sterk verhoogde prijs te kopen. Maar uiteindelijk legden ze zich erbij neer en in februari 1986 werden er 1000 TOW-raketten naar het land vervoerd. Tussen mei en november 1986 volgden nog andere leveringen van wapens en onderdelen.
Zowel bij de verkoop van wapens aan Iran als de financiering van de Contra's probeerde men niet alleen het officieel vastgestelde overheidsbeleid te omzeilen, maar ook het Boland Amendement. Ambtenaren stelden dat, ongeacht de beperkingen die het Congres had opgelegd wat betreft de financiering van de Contra's of andere zaken, de president (of in dit geval zijn ambtenaren) de ingezette koers kon voortzetten door langs alternatieve weg fondsen te vormen door bijvoorbeeld private ondernemingen of via buitenlandse regeringen.
Op 7 januari 1986 deed John Poindexter de president een voorstel tot wijziging van het goedgekeurde plan: in plaats van te onderhandelen met de gematigde Iraanse politieke groepering, zou de VS onderhandelen met gematigde leden van de Iraanse regering zelf.:516 Poindexter vertelde Reagan dat Ghorbanifar belangrijke connecties had binnen de Iraanse regering. Hopend dat hierdoor de vrijlating van de gijzelaars zou worden bereikt, ging Reagan ook met dit plan akkoord. In februari 1986 werden door de VS direct aan Iran wapens geleverd als onderdeel van Oliver Norths plan, zij het zonder dat president Reagan hiervan afwist. Geen van de gijzelaars werd echter vrijgelaten.
De afgetreden nationaal veiligheidsadviseur McFarlane ondernam nog een andere internationale reis, dit keer naar Teheran. Hij had een ontmoeting met de gematigde Iraanse politieke groepering die geprobeerd had met de VS relaties aan te knopen, in een poging om de vier overige gijzelaars te bevrijden.:520-521 De ontmoeting mislukte. De leden stelden eisen zoals Israëls terugtrekking van de Golanhoogten, hetgeen de VS verwierpen.:520

### Operatie Donation
Operatie Donation had betrekking op systematische verzekeringsfraude; vliegtuigen en boten die de Contra's nodig hadden, "verdwenen", waardoor de eigenaren uitkeringen konden claimen bij de verzekeringsmaatschappij.

### Latere wapentransacties
Eind juli 1986 liet Hezbollah een andere gijzelaar vrij, Father Lawrence Martin Jenco, voormalig hoofd van de Catholic Relief Services in Libanon. Vervolgens verzocht William Casey, hoofd van de CIA, de VS om toestemming te geven voor het verschepen van kleine raketonderdelen aan het Iraanse leger als dankbetuiging.:523 Casey rechtvaardigde zijn verzoek door te stellen dat de contactpersoon in de Iraanse regering anders gezichtsverlies zou lijden en mogelijk ter dood gebracht zou worden, of dat de gijzelaars zouden worden gedood. Reagan gaf toestemming voor de levering om deze eventuele gevolgen te voorkomen.:523
In september en oktober 1986 werden nog drie Amerikanen in Libanon ontvoerd door een groep separatistische terroristen. De ontvoerden waren Frank Reed, Joseph Ciccipio en Edward Tracy.
De redenen voor deze ontvoering waren onbekend, hoewel werd verondersteld dat ze gekidnapt waren om de bevrijde Amerikanen te vervangen. Nog een andere oorspronkelijke gijzelaar, David Jacobsen, werd later vrijgelaten. De gijzelnemers beloofden de overige twee vrij te laten, maar dit is nooit gebeurd.:526-527

### Ontdekking en schandaal

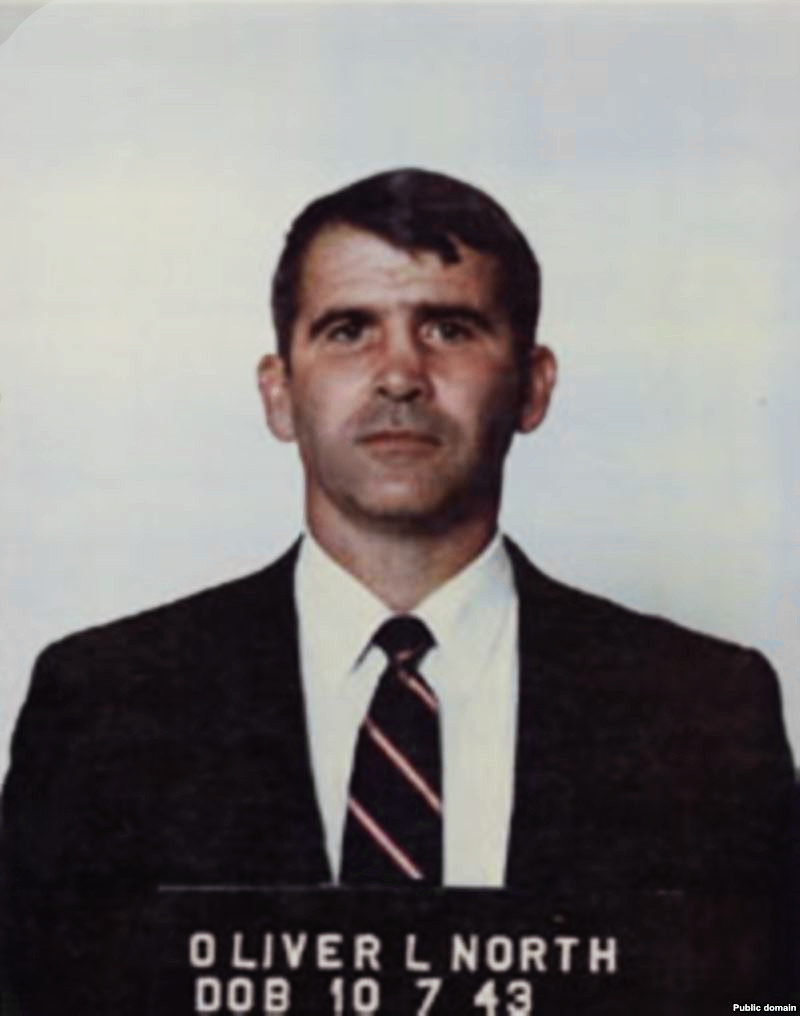
Politiefoto van Oliver North na zijn arrestatie

Na een lek door de Iraanse radicaal Mehdi Hashemi, onthulde het Libanese weekblad Ash-Shiraa de zaak op 3 november 1986. Het was het eerste bericht in de media over de wapens-voor-gijzelaars-afspraken. De operatie werd pas ontdekt nadat een vliegtuig met wapens boven Nicaragua was neergehaald. Eugene Hasenfus, die door de Nicaraguaanse autoriteiten gevangen werd genomen, beweerde tijdens een persconferentie dat twee van zijn medewerkers, Max Gomez en Ramon Medina, voor de CIA werkten. Later zei hij dit niet zeker te weten.
De Iraanse regering bevestigde het verhaal van Ash-Shiraa. Tien dagen nadat het gepubliceerd werd, verscheen Reagan op 13 november op de televisie vanuit het Oval Office en verklaarde:
Mijn doel was ... om een signaal af te geven dat de Verenigde Staten erop voorbereid waren de vijandelijkheden tussen de VS en Iran te vervangen door nieuwe betrekkingen ... Bij het nemen van dit initiatief hebben we Iran duidelijk gemaakt dat het zich moet verzetten tegen alle vormen van internationaal terrorisme, als voorwaarde voor vooruitgang in onze betrekkingen. De belangrijkste stap die Iran kan zetten, gaven we aan, zou zijn om haar invloed in Libanon aan te wenden om de vrijlating te bewerkstelligen van de gijzelaars die daar worden vastgehouden.
Oliver North probeerde het schandaal te beperken door tussen 21 en 25 november 1986 documenten te vernietigen of verbergen. Tijdens de rechtszaak tegen North in 1989 vertelde zijn secretaresse uitvoerig hoe ze North had geholpen om officiële documenten van de NSC te veranderen, versnipperen of te laten verdwijnen uit het Witte Huis. Volgens The New York Times waren er genoeg documenten in de versnipperaar gestopt om hem te laten vastlopen.
North verdedigde zich voor het vernietigen van bepaalde documenten met het argument dat hij de levens van personen die betrokken waren bij operaties in Iran en andere contra-activiteiten, wilde beschermen. Pas jaren later werden Norths notitieboeken openbaar gemaakt. Dit gebeurde pas nadat de National Security Archive en Public Citizen het Office of the Independent Counsel hiertoe hadden gedaagd op grond van de Freedom of Information Act (in Nederland: Wet Openbaarheid van Bestuur).
Gedurende het proces zei North dat hij er op 21, 22 en 24 november getuige van was geweest dat Poindexter het waarschijnlijk enige getekende document vernietigde dat betrekking had op de presidentiële geheime operatie die de CIA toestemming gaf tot verscheping van Hawk-raketten naar Iran in november 1985. De Amerikaanse procureur-generaal Edwin Meese gaf op 25 november toe dat winsten uit de verkoop van wapens aan Iran, beschikbaar waren gesteld voor financiering van Contra-rebellen in Nicaragua. Op dezelfde dag nam John Poindexter ontslag en werd Oliver North door president Reagan ontslagen. Poindexter werd vervangen door Frank Carlucci op 2 december 1986.

### De Commissie-Tower
Op 25 november 1986 kondigde president Reagan aan dat een Special Review Board zou worden ingesteld: een commissie die de zaak ging onderzoeken. De volgende dag benoemde hij voormalig senator John Tower, Edmund Muskie (voormalig minister van Buitenlandse Zaken) en Brent Scrowcroft (voormalig nationaal veiligheidsadviseur) als leden van deze commissie. De Presidentiële Commissie trad in werking op 1 december en werd bekend als de Commissie-Tower (Tower Commission).
Het hoofddoel van de commissie was onderzoek te doen naar "de omstandigheden rond de Iran-Contra-zaak en andere zaken die de kracht en zwakte zouden belichten van het functioneren van de Nationale Veiligheidsraad onder druk en naar de wijze van functioneren tijdens de vorige zeven presidenten van de VS sinds haar oprichting in 1947". De commissie was de eerste presidentiële commissie die het functioneren van de Nationale Veiligheidsraad onderzocht en beoordeelde.

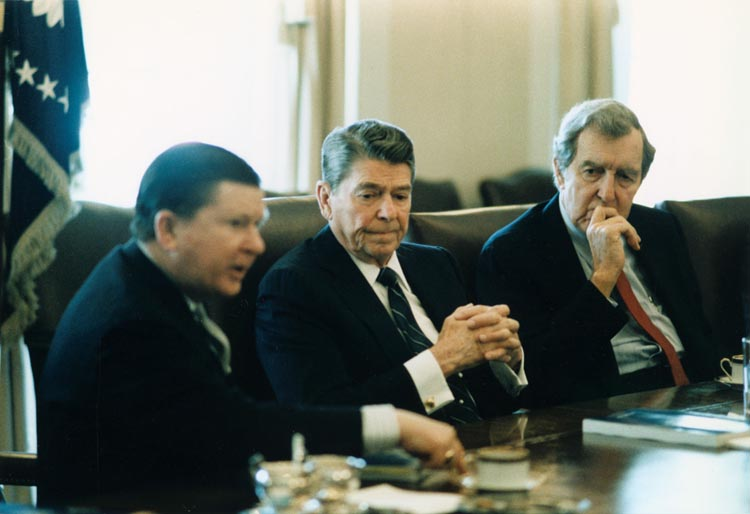
President Reagan (midden) ontvangt het rapport van de Commissie-Tower in het Witte Huis; links John Tower, rechts Edmund Muskie, 1987

President Reagan verscheen voor de Commissie-Tower op 2 december 1986 om vragen te beantwoorden over zijn betrokkenheid bij de affaire. Gevraagd naar zijn rol in het autoriseren van wapentransacties, bevestigde hij dat hij zijn goedkeuring had gegeven; later leek hij zichzelf tegen te spreken toen hij stelde dat hij zich dit niet kon herinneren. In zijn biografie uit 1990, An American Life, gaf Reagan toe dat hij de verscheping naar Israël had goedgekeurd.:501
Het rapport dat de Commissie-Tower publiceerde, werd aan de president overhandigd op 26 februari 1987. De commissie had 80 getuigen geïnterviewd die bij de zaak betrokken waren, onder wie Reagan zelf en twee van de wapenmakelaars: Manucher Ghorbanifar en Adnan Khashoggi. Het 200 pagina's tellende rapport was het meest uitvoerige verslag waarin de handelingen van Oliver North, John Poindexter, Caspar Weinberger en anderen werden bekritiseerd.
Een van de andere genoemden was Robert Gates, minister van Defensie onder George W. Bush sinds 18 december 2006 en vanaf 20 januari 2009 in de regering-Obama. Ten tijde van de Iran-Contra-affaire was Gates adjunct-directeur van de CIA. Walsh constateerde in het rapport van de Commissie-Tower dat in tegenspraak met Gates' onder ede verklaarde getuigenis het "bewijsmateriaal aantoont" dat de toenmalige adjunct-directeur veel eerder afwist van de ongrondwettige besteding van winsten uit de wapens voor Iran aan de Contra's dan hij verklaard had.
In het rapport werd vastgesteld dat president Reagan niet op de hoogte was van de omvang van het programma, met name wat betreft het gebruik van fondsen voor de Contra's, hoewel de commissie stelde dat de president betere controle had moeten uitoefenen op de staf van de Nationale Veiligheidsraad. Het rapport leverde dan ook scherpe kritiek op Reagan wegens de gebrekkige supervisie van zijn medewerkers en vanwege het feit dat hij niet op de hoogte was van hun handelingen. Een belangrijk resultaat van de Commissie-Tower was de consensus over de conclusie dat Reagan meer had moeten luisteren naar zijn nationale veiligheidsadviseurs.
Het Congres bracht een eigen rapport uit op 18 november 1987. Dit rapport stelde dat de president had moeten weten waar zijn nationale veiligheidsadviseurs mee bezig waren. De president droeg de "uiteindelijke verantwoordelijkheid" voor de wandaden van zijn medewerkers en zijn regering gaf blijk van "geheimhouding, misleiding en minachting voor de wet". Ook concludeerde men dat de voornaamste vraag die onbeantwoord was gebleven, de kwestie was welke rol de president in de Iran-Contra-affaire had gespeeld. "Op dit punt," constateerden de opstellers van het rapport, "blijft het verslag onvolledig door de vernietiging van documenten door Poindexter, North en anderen."

### Nasleep
Reagan betuigde spijt tijdens een nationaal uitgezonden televisietoespraak vanuit het Oval Office van het Witte Huis op 4 maart 1987. Reagan had tijdens het schandaal drie maanden niet direct tot het Amerikaanse volk gesproken. President Reagan vertelde het Amerikaanse volk waarom hij ze niet op de hoogte had gehouden van het schandaal.
De reden waarom ik niet eerder tot u gesproken heb is deze: u verdient de waarheid. En hoewel het wachten frustrerend is geweest, vond ik het onbetamelijk om u vage berichten te geven of misschien onjuiste beweringen te doen, die achteraf hadden moeten worden bijgesteld, waardoor nog meer twijfel en verwarring was gezaaid. Daarvan hebben we al genoeg meegemaakt.
Vervolgens nam hij de volledige verantwoordelijkheid op zich voor de volgende daden:
Ten eerste wil ik zeggen dat ik volledige verantwoordelijkheid neem voor mijn eigen handelen en voor dat van mijn regering. Hoe boos ik ook ben over de activiteiten die ondernomen zijn buiten mijn medeweten, ik ben nog steeds aansprakelijk voor hun handelingen. Hoe teleurgesteld ik ook ben in sommigen die onder mij dienden, ik ben nog steeds degene die vragen van het Amerikaanse publiek moet beantwoorden wat betreft hun gedrag.
Ten slotte stelde de president dat zijn vorige verklaringen dat de VS geen wapens verhandelde in ruil voor gijzelaars, onjuist waren:
Een paar maanden geleden vertelde ik het Amerikaanse volk dat ik geen wapens ruilde voor gijzelaars. Mijn hart en mijn beste intenties zeggen nog steeds dat dit waar is, maar de feiten en de bewijzen vertellen mij dat dit niet zo is. Zoals de Commissie-Tower heeft gerapporteerd veranderde de strategische toegang tot Iran tijdens de implementatie in wapenruil tegen gijzelaars. Dit gaat in tegen mijn overtuiging, tegen het regeringsbeleid en tegen de oorspronkelijke strategie die we voor ogen hadden.
In het binnenland versterkte het schandaal de afname van president Reagans populariteit. De goedkeuring voor zijn beleid vertoonde "de grootste terugval in populariteit van alle Amerikaanse presidenten in de geschiedenis", dat wil zeggen van 67% tot 46% in november 1986, aldus een opiniepeiling van The New York Times en CBS News. Maar de "Teflon President", zoals Reagan door critici spottend werd genoemd, overleefde het schandaal en tegen januari 1989 wees een opiniepeiling van Gallup uit dat zijn populariteitsscore weer op 64% stond, de hoogste score die tot dusver door een vertrekkende president was behaald.
In het buitenland had de affaire meer schade aangericht. Magnus Ranstorp schreef: "De bereidheid van de VS om concessies te doen aan Iran en Hezbollah gaf niet alleen het signaal aan de tegenstanders dat gijzelneming een extreem nuttig instrument was in het verkrijgen van politieke en financiële concessies van het Westen, maar ondermijnde ook iedere geloofwaardigheid van kritiek van de kant van de VS op andere staten die afweken van de principes niet te onderhandelen en geen concessies te doen aan terroristen of hun eisen."
Mehdi Hashemi, die het schandaal had gelekt, werd in Iran in 1987 ter dood gebracht, naar beweerd werd voor activiteiten die niet met de affaire te maken hadden. Hoewel Hashemi op video een volledige bekentenis aflegde van talloze serieuze beschuldigingen, vinden sommige waarnemers het samenvallen van zijn onthulling en de erop volgende aanklacht hoogst verdacht.

### Veroordelingen, gratie en herintreding
Oliver North en John Poindexter werden op 16 maart 1988 aangeklaagd wegens verschillende overtredingen. North, die op 16 punten werd aangeklaagd, werd schuldig bevonden door een jury op drie minder belangrijke punten. De veroordelingen werden opgeheven met een beroep op Norths rechten in het kader van het Fifth Amendment van de Bill of Rights, deze was waarschijnlijk geschonden door het indirecte gebruik van zijn getuigenis door het Congres, terwijl hij deze getuigenis had gegeven onder de voorwaarde van onschendbaarheid.
In 1990 werd Poindexter veroordeeld voor samenzwering, liegen tegen het Congres, obstructie van justitie en het wijzigen en vernietigen van documenten die betrekking hadden op het onderzoek. Ook zijn veroordeling werden ongedaan gemaakt op grond van vergelijkbare argumenten. Arthur L. Liman was gedurende de Iran-Contra-affaire hoofd van de juridische afdeling van de Senaat.
De procureur-generaal van de United States Office of the Independant Counsel Lawrence E. Walsh, besloot North en Poindexter niet opnieuw aan te klagen. Caspar Weinberger werd aangeklaagd wegens liegen tegen de Independent Counsel, maar kreeg later gratie van president George H.W. Bush.
In 1992 verleende George H.W. Bush eveneens gratie aan zes veroordeelde ambtenaren, namelijke Elliott Abrams, Duane R. Clarridge, Allan Fiers, Clair George, Robert McFarlane en Caspar Weinberger.
George H.W. Bush benoemde een aantal personen in zijn regering die ook onder Reagan hoge posten hadden bekleed. Onder hen waren:
- Elliott Abrams:[46] Special Assistant van de president en hoofd van de Nationale Veiligheidsraad voor het Nabije Oosten en Noord-Afrika; in de Iran-Contra-affaire schuldig bevonden aan het onwettig achterhouden van informatie op twee gronden; gratie verleend.
- Otto Reich:[47] hoofd van het Office of Public Diplomacy onder Bush.
- John Negroponte:[48] diende onder Bush als ambassadeur in Irak, National Intelligence Director en staatssecretaris van Buitenlandse Zaken.
- admiraal John Poindexter:[49] was onder Bush directeur van het Information Awareness Office; in de Iran-Contra-affaire schuldig bevonden aan meervoudige overtredingen wat betreft samenzwering, obstructie van justitie, oplichting van de regering en het wijzigen en de vernietiging van bewijsmateriaal; veroordeling opgeheven.

In Poindexters woonplaats Odon (Indiana) werd een straat omgedoopt in John Poindexter Street. Bill Breedan, een voormalig dominee, stal het straatnaambord uit protest tegen de Iran-Contra-affaire. Hij stelde dat hij het bord in beslag had genomen tegen een losgeld van 30 miljoen dollar, het geldbedrag dat via Iran was doorgesluisd naar de contra's. Hij werd later gearresteerd en in bewaring gesteld, waarmee hij zoals historicus Howard Zinn in zijn satirische commentaar omschreef, de enige persoon werd die gevangen kwam te zitten voor de Iran-Contra-affaire.

## Voetnoten
1. 1 2  Tower (1987)
2. ↑  Reagan's mixed White House legacy. BBC (6 juni 2004). Gearchiveerd op 27 maart 2023.
3. ↑  Hart, Robert, NYT's apologies miss the point. The Consortium for Independent Journalism (2 juni 2004). Gearchiveerd op 29 mei 2023.
4. 1 2  Reagan, Ronald, Address to the Nation on the Iran Arms and Contra Aid Controversy. Ronald Reagan Presidential Foundation (13 november 1986). Gearchiveerd op 6 maart 2016. Geraadpleegd op 29 januari 2009.
5. 1 2  Excerpts From the Iran-Contra Report: A Secret Foreign Policy. The New York Times (1994).
6. ↑  Dwyer, Paula, Pointing a Finger at Reagan. Business Week. Gearchiveerd op 15 april 2016.
7. ↑  Pardons and Commutations Granted by President George H. W. Bush. United States Department of Justice.
8. ↑  The Iran-Contra Report. The American Presidency Project. Gearchiveerd op 19 maart 2005. Geraadpleegd op 7 augustus 2023.
9. ↑  Cave, George, "Why arms dealings failed". Washington Report on Middle East Affairs (september/oktober 1994).
10. ↑  White House e-mail.
11. 1 2  The Contras, cocaine, and covert operations: Documentation of official U.S. knowledge of drug trafficking and the Contras. The National Security Archive/George Washington University.
12. ↑  The Iran Contra Affair. Jewish Virtual Library.
13. ↑  Military History of the Iran-Irak War, 1980-1988. Gearchiveerd op 17 april 2023.
14. 1 2 3 4 5 6 7 8 9 10 11 12 13 14 15  Reagan (1990)
15. 1 2 3 4 5 6 7  Walsh, Lawrence, Vol. I: Investigations and prosecutions. Final report of the independent counsel for Iran/Contra matters. Independent Council for Iran/Contra Matters (4 augustus 1993).
16. ↑  Butterfield, Fox, Arms for Hostages — Plain and Simple. The New York Times (27 november 1988).
17. ↑  The American-Israeli Cooperative Enterprise.
18. ↑  Watson, Laurie, "Errors By Crew Reportedly Cited In Gander Crash", The Philadelphia Inquirer (United Press International) 6 november 1988, p. A33
19. ↑  CBC,Ceremonies mark anniversary of deadly Newfoundland air crash (12 december 2005).
20. ↑  Thrall, Nathan, How the Reagan Administration Taught Iran the Wrong Lessons. Middle East Review of International Affairs (juni 2007). Gearchiveerd op 31 maart 2009.
21. ↑  "GSO2", United States v. Robert C. McFarlane. Independent Council for Iran/Contra Matters (1993). Gearchiveerd op 14 juni 2023.
22. ↑  Avery, Steve, Irangate: Iran-Contra affair, 1985-1992. U-S-History.com (2005). Gearchiveerd op 22 juni 2023.
23. ↑  Fisher, Louis, How Tightly Can Congress Draw the Purse Strings?. American Journal of International Law (oktober 1989, 83, nr. 4, p. 758–766).
24. ↑  Smith, Sam, Arkansas Connections 1950-1989. Progressive Review.
25. ↑  Ranstorp, Magnus, Hizb'allah in Lebanon: The Politics of the Western Hostage Crisis, New York, St. Martins Press, 1997, p. 98-99.
26. ↑  "Why arms dealings failed",Cave, George, Why Secret 1986 U.S.-Iran “Arms for Hostages” Negotiations Failed. Washington Report on Middle Eastern Affairs.
27. ↑  IN SUMMARY; Nicaragua Downs Plane and Survivor Implicates C.I.A. The New York Times.
28. ↑  Hasenfus Tempers Comments on CIA. The New York Times.
29. ↑  "Timeline",Timeline of Ronald Reagan's life. PBS (2000). Gearchiveerd op 20 maart 2017. Geraadpleegd op 16 maart 2013.
30. ↑  Tower of Judgement. Time. Gearchiveerd op 9 maart 2008. Geraadpleegd op 31 januari 2009.
31. ↑  Eland, Ivan, Gates & the Iran-Contra legacy (15 november 2006). Gearchiveerd op 14 april 2023.
32. ↑  Blumenthal, Sidney, Nixon's Empire Strikes Back. The Guardian (9 juni 2005).
33. ↑  Zie summary
34. 1 2  "pbs-speech", Speech about Iran Contra. PBS (4 maart 1987).
35. ↑  Jean Mayer en Doyle McManus, Landslide: The Unmaking of The President, 1984-1988. Houghton Mifflin, 1988, p. 292 en 437.
36. ↑  Teflon president not a compliment[dode link]. The Washington Post. The Milwaukee Journal-Sentinel (7 juni 2004).
37. ↑  Sussman, Dalia, Improving With Age: Reagan Approval Grows Better in Retrospect. ABC (6 augustus 2001). Gearchiveerd op 13 september 2001.
38. ↑  Ranstorp, Magnus, Hizb'allah in Lebanon: The Politics of the Western Hostage Crisis, New York, St. Martins Press, 1997 p. 203.
39. ↑  Abrahamian, Tortured Confessions, University of California, 1999, p. 162-166.
40. ↑  Shenon, Philip, North, Poindexter and 2 Others Indicted on Iran-Contra Fraud and Theft Charges. The New York Times.
41. ↑  Haberman, Clyde, Arthur L. Liman, a Masterly Lawyer, Dies at 64. The New York Times (18 juli 1997).
42. ↑  Johnston, David, Bush Pardons 6 in Iran Affair, Aborting a Weinberger Trial; Prosecutor Assails 'Cover-Up'. The New York Times (25 december 1992).
43. ↑  Bush, George H.W., Proclamation 6518 - Grant of Executive Clemency. The American Presidency Project (24 december 1992). Gearchiveerd op 23 maart 2017. Geraadpleegd op 7 augustus 2023.
44. ↑  Campbell, Duncan, Bush nominees under fire for link with contras. The Guardian.
45. ↑  Return of the Iran-Contra brigade. The Observer. Gearchiveerd op 1 augustus 2009.
46. ↑  Personnel Announcement. The White House.
47. ↑  Biography: Otto Juan Reich. United States Embassy to Uruguay (16 januari 2002). Gearchiveerd op 17 oktober 2007.
48. ↑  President Congratulates America's First Director and Deputy Director of National Intelligence. The White House.
49. ↑  Sutherland, John, No more Mr Scrupulous Guy. The Guardian.
50. ↑  Zinn (2003), p. 587-588